# Mario Testino
Mario Eduardo Testino Silva (Lima, 30 ottobre 1954) è un fotografo di moda e ritrattista peruviano. È considerato tra i fotografi di moda più famosi al mondo.

## Biografia
Nato in Perù da madre irlandese e padre italiano, nel 1976 si trasferisce a Londra dove inizia a lavorare come fotografo per Vogue, L'Uomo Vogue, GQ, Elle, Glamour, V, Arena Homme e Vanity Fair. Ha lavorato con molti stilisti come Louis Vuitton, Burberry, Gucci, Dolce & Gabbana, Emporio Armani, Roberto Cavalli, Valentino, Calvin Klein, Zara, Yves Saint Laurent, Estée Lauder, Givenchy, Versace e Linda Farrow. Tra i suoi ritratti figurano star come Beyoncé, Miley Cyrus, Britney Spears, David Beckham, Kim Basinger, Cameron Diaz, Gwyneth Paltrow, Salma Hayek, Julia Roberts, Diana Spencer, Meg Ryan, Catherine Zeta-Jones, Claudia Schiffer, Gisele Bündchen, Naomi Campbell, Eva Riccobono, Elizabeth Hurley, Kate Moss, Janet Jackson, Madonna, Rihanna, Nicki Minaj, Catherine McNeil, Lady Gaga, Jennifer Lopez, Nicole Kidman, Selena Gomez, Emma Watson, Jessica Alba e Kate Winslet. Alcuni suoi lavori sono esposti al Victoria and Albert Museum a Londra.